# Hendricksita
La hendricksita és un mineral de la classe dels silicats, que pertany al grup de la mica trioctaedral. Rep el nom en honor de Sterling Brown Hendricks (13 d'abril de 1902 - 4 de gener de 1981), cristal·lògraf, i químic americà, pioner en la tecnologia de difracció de raigs X i d'electrons.

## Característiques
La hendricksita és un silicat de fórmula química KZn₃(Si₃Al)O10(OH)₂. Cristal·litza en el sistema monoclínic. La seva duresa a l'escala de Mohs es troba entre 2,5 i 3.
Segons la classificació de Nickel-Strunz pertany a «09.EC - Fil·losilicats amb plans de mica, compostos per xarxes tetraèdriques i octaèdriques» juntament amb els següents minerals: minnesotaïta, talc, wil·lemseïta, ferripirofil·lita, pirofil·lita, boromoscovita, celadonita, txernikhita, montdorita, moscovita, nanpingita, paragonita, roscoelita, tobelita, aluminoceladonita, cromofil·lita, ferroaluminoceladonita, ferroceladonita, cromoceladonita, tainiolita, ganterita, annita, ephesita, masutomilita, norrishita, flogopita, polilitionita, preiswerkita, siderofil·lita, tetraferriflogopita, fluorotetraferriflogopita, wonesita, eastonita, tetraferriannita, trilitionita, fluorannita, xirokxinita, shirozulita, sokolovaïta, aspidolita, fluoroflogopita, suhailita, yangzhumingita, orlovita, oxiflogopita, brammal·lita, margarita, anandita, bityita, clintonita, kinoshitalita, ferrokinoshitalita, oxikinoshitalita, fluorokinoshitalita, beidel·lita, kurumsakita, montmoril·lonita, nontronita, volkonskoïta, yakhontovita, hectorita, saponita, sauconita, spadaïta, stevensita, swinefordita, zincsilita, ferrosaponita, vermiculita, baileyclor, chamosita, clinoclor, cookeïta, franklinfurnaceïta, gonyerita, nimita, ortochamosita, pennantita, sudoïta, donbassita, glagolevita, borocookeïta, aliettita, corrensita, dozyïta, hidrobiotita, karpinskita, kulkeïta, lunijianlaïta, rectorita, saliotita, tosudita, brinrobertsita, macaulayita, burckhardtita, ferrisurita, surita, niksergievita i kegelita.

## Formació i jaciments
Va ser descoberta a la mina Franklin, situada a la localitat de Franklin del comtat de Sussex (Nova Jersey, Estats Units). També ha estat descrita en altres indrets del mateix comtat de Sussex, així com a l'Argentina, Ucraïna i Austràlia.